# Кивервил (Калвадос)
Кивервил (фр. Cuverville) насеље је и општина у северној Француској у региону Доња Нормандија, у департману Калвадос која припада префектури Кан.
По подацима из 2011. године у општини је живело 2048 становника, а густина насељености је износила 1018,91 становника/km². Општина се простире на површини од 2,01 km². Налази се на средњој надморској висини од 27 метара (максималној 32 m, а минималној 16 m).

## Демографија
| 1962. | 1968. | 1975. | 1982. | 1990. | 1999. | 2011. |
| ----- | ----- | ----- | ----- | ----- | ----- | ----- |
| 273   | 441   | 517   | 1.044 | 1.314 | 1.779 | 2.048 |

График промене броја становника у току последњих година